# Ecchlorolestes nylephtha
Ecchlorolestes nylephtha är en trollsländeart som först beskrevs av Barnard 1937.  Ecchlorolestes nylephtha ingår i släktet Ecchlorolestes och familjen Synlestidae. IUCN kategoriserar arten globalt som nära hotad. Inga underarter finns listade i Catalogue of Life.

## Bildgalleri

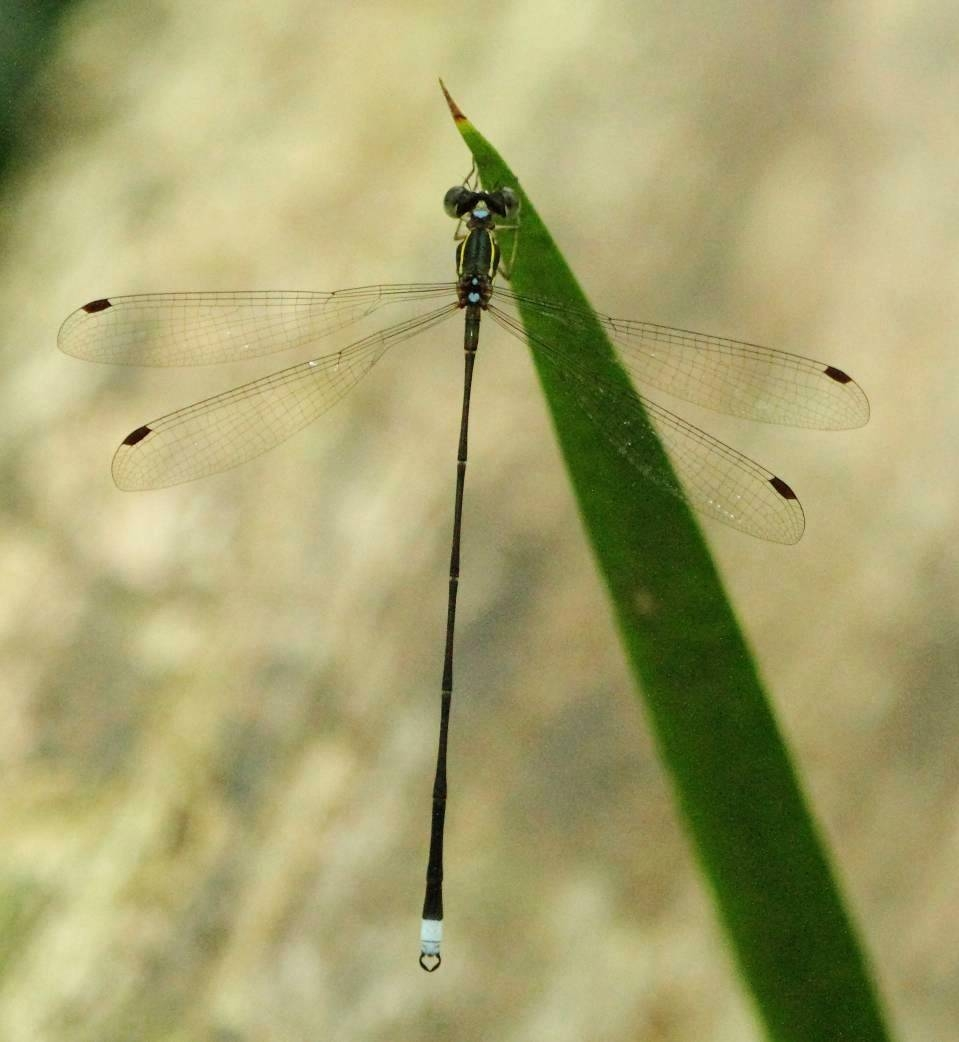